# Мост Эгунъянь
Мост Эгунъянь (кит. 鹅公岩大桥) — висячий мост через реку Янцзы, расположенный на территории города центрального подчинения Чунцин; 21-й по длине основного пролёта висячий мост в Китае.

## Характеристика
Длина — 1 420 м. Мост соединяет районы Наньань (на восточном берегу) и Цзюлунпо (на западном берегу), разделённые рекой Янцзы. Висячий мост с основным пролётом длиной 600 м.